# Ninja Warrior
Ninja Warrior (サスケ?, Sasuke) è un game-show giapponese che si svolge dal 1997 con cadenza annuale, nel quale un determinato numero di concorrenti si sfida in prove individuali in ordine crescente di difficoltà suddivise in quattro diversi scenari.

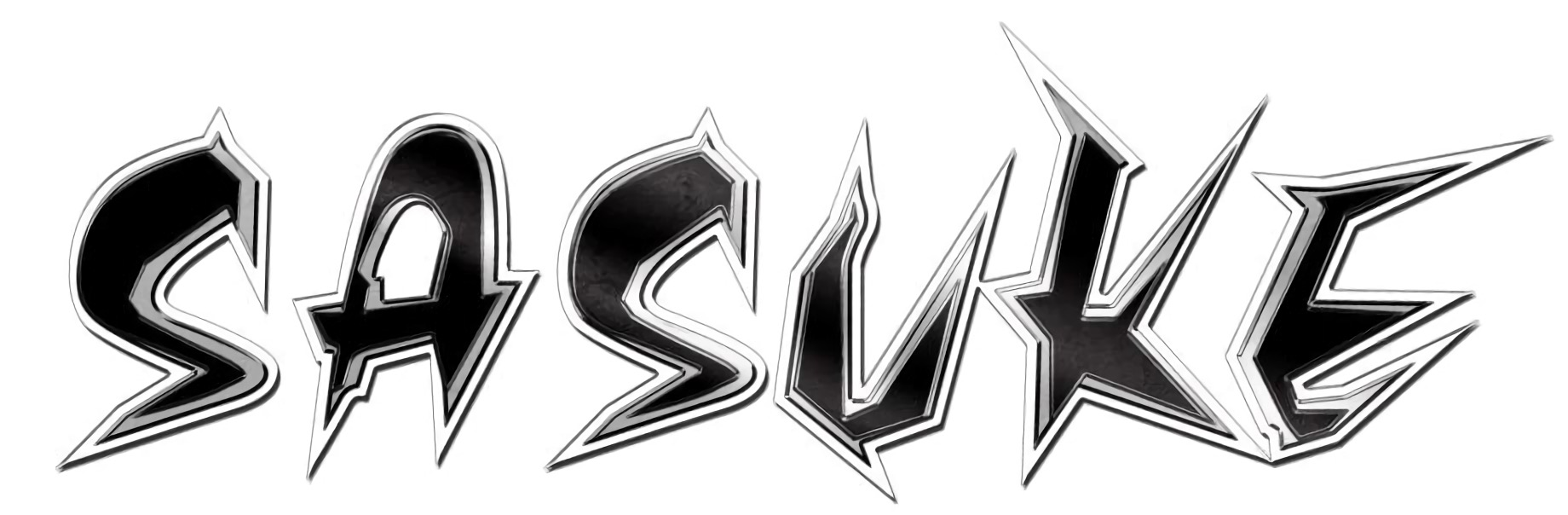
Logo giapponese del programma

Ninja Warrior viene trasmesso in Giappone dall'emittente TBS, mentre in Italia è andato in onda dal 2008 al 2014 sul canale GXT.
Nell'autunno del 2016 è stata trasmessa su NOVE la versione italiana del programma, presentata da Federico Russo e Carolina Di Domenico.

## Vincitori
Nella storia di Ninja Warrior ci sono stati quattro vincitori, due dei quali hanno trionfato in due diverse occasioni.

### Kazuhiko Akiyama
Kazuhiko Akiyama è nato il 3 gennaio 1973 a Sapporo ed è un massaggiatore.
| Edizione | Data              | Ostacolo         | Scenario |
| -------- | ----------------- | ---------------- | -------- |
| 2ª       | 26 settembre 1998 | Wall Lift        | 2°       |
| 3ª       | 13 marzo 1999     | Wall Lift        | 2°       |
| 4ª       | 16 ottobre 1999   | Vittoria         | 4°       |
| 6ª       | 9 settembre 2000  | Jump Hang        | 1°       |
| 7ª       | 17 marzo 2001     | Jump Hang        | 1°       |
| 8ª       | 29 settembre 2001 | Jump Hang        | 1°       |
| 9ª       | 16 marzo 2002     | Quintuple Step   | 1°       |
| 10ª      | 25 settembre 2002 | Warped Wall      | 1°       |
| 11ª      | 21 marzo 2003     | Body Prop        | 3°       |
| 12ª      | 1º ottobre 2003   | Pipe Slider      | 3°       |
| 13ª      | 6 aprile 2004     | Crooked Wall     | 1°       |
| 14ª      | 4 gennaio 2005    | Warped Wall      | 1°       |
| 15ª      | 20 luglio 2005    | Warped Wall      | 1°       |
| 16ª      | 30 dicembre 2005  | Metal Spin       | 2°       |
| 17ª      | 11 ottobre 2006   | Circle Slider    | 1°       |
| 20ª      | 26 marzo 2008     | Half Pipe Attack | 1°       |
| 22ª      | 30 marzo 2009     | Half Pipe Attack | 1°       |
| 24ª      | 1º gennaio 2010   | Warped Wall      | 1°       |
| 25ª      | 28 marzo 2010     | Warped Wall      | 1°       |
| 28ª      | 27 dicembre 2012  | Spin Bridge      | 1°       |
| 40ª      | 27 dicembre 2022  | Dragon Glider    | 1°       |

### Makoto Nagano
Makoto Nagano è nato il 30 marzo 1972 a Miyazaki ed è un pescatore.
| Edizione | Data              | Ostacolo              | Scenario |
| -------- | ----------------- | --------------------- | -------- |
| 7ª       | 17 marzo 2001     | Warped Wall           | 1°       |
| 8ª       | 29 settembre 2001 | Warped Wall           | 1°       |
| 9ª       | 16 marzo 2002     | Pipe Slider           | 3°       |
| 10ª      | 26 settembre 2002 | Jump Hang             | 1°       |
| 11ª      | 21 marzo 2003     | Rope Climb            | 4°       |
| 12ª      | 1º ottobre 2003   | Rope Climb            | 4°       |
| 13ª      | 6 aprile 2004     | Rope Climb            | 4°       |
| 14ª      | 4 gennaio 2005    | Jumping Bars          | 3°       |
| 15ª      | 20 luglio 2005    | Metal Spin            | 2°       |
| 16ª      | 30 dicembre 2005  | Devil Swing           | 3°       |
| 17ª      | 11 ottobre 2006   | Vittoria              | 4°       |
| 18ª      | 21 marzo 2007     | Shin Cliffhanger      | 3°       |
| 19ª      | 19 settembre 2007 | Flying Chute          | 1°       |
| 20ª      | 26 marzo 2008     | Downhill Jump         | 2°       |
| 21ª      | 17 settembre 2008 | Gliding Ring          | 3°       |
| 22ª      | 30 marzo 2009     | Slider Jump           | 1°       |
| 23ª      | 27 settembre 2009 | G Rope                | 4°       |
| 24ª      | 1º gennaio 2010   | Jumping Spider        | 1°       |
| 25ª      | 28 marzo 2010     | Circle Slider         | 1°       |
| 26ª      | 2 gennaio 2011    | Jumping Spider        | 1°       |
| 27ª      | 3 ottobre 2011    | Ultimate Cliff Hanger | 3°       |
| 28ª      | 27 dicembre 2012  | Double Warped Wall    | 1°       |
| 29ª      | 27 giugno 2013    | Double Warped Wall    | 1°       |
| 30ª      | 3 luglio 2014     | Salmon Ladder         | 2°       |
| 31ª      | 1º luglio 2015    | Double Warped Wall    | 1°       |
| 32ª      | 3 luglio 2016     | Lumberjack Climb      | 2°       |
| 38ª      | 29 dicembre 2020  | Dragon Glider         | 1°       |
| 40ª      | 27 dicembre 2022  | Double Warped Wall    | 1°       |
| 41ª      | 27 dicembre 2023  | Quad Steps            | 1°       |
| 42ª      | 25 dicembre 2024  | Dragon Glider         | 1°       |

### Yuuji Urushihara
Yuuji Urushihara è nato il 21 agosto 1978 a Katsushika ed è un venditore di scarpe.
| Edizione | Data              | Ostacolo             | Scenario |
| -------- | ----------------- | -------------------- | -------- |
| 21ª      | 17 settembre 2008 | Flying Chute         | 1°       |
| 22ª      | 30 marzo 2009     | G-Rope               | 4°       |
| 23ª      | 27 settembre 2009 | Unstable Bridge      | 2°       |
| 24ª      | 1º gennaio 2010   | Vittoria             | 4°       |
| 25ª      | 28 marzo 2010     | Double Salmon Ladder | 2°       |
| 26ª      | 2 gennaio 2011    | Half Pipe Attack     | 1°       |
| 27ª      | 3 ottobre 2011    | Vittoria             | 4°       |
| 28ª      | 27 dicembre 2012  | Crazy Cliffhanger    | 3°       |
| 29ª      | 27 giugno 2013    | Backstream           | 2°       |
| 30ª      | 3 luglio 2014     | Wall Lift            | 2°       |
| 31ª      | 1º luglio 2015    | Warped Wall          | 1°       |
| 32ª      | 3 luglio 2016     | Double Pendulum      | 1°       |
| 33ª      | 26 marzo 2017     | Rolling Hill         | 1°       |
| 34ª      | 8 ottobre 2017    | Reverse Conveyor     | 2°       |
| 35ª      | 26 marzo 2018     | Warped Wall          | 1°       |
| 36ª      | 31 dicembre 2018  | Vertical Limit       | 3°       |
| 37ª      | 31 dicembre 2019  | Pipe Slider          | 3°       |
| 38ª      | 29 dicembre 2020  | Wall Lift            | 2°       |
| 39ª      | 28 dicembre 2021  | Double Warped Wall   | 1°       |
| 40ª      | 27 dicembre 2022  | Vertical Limit       | 3°       |
| 41ª      | 27 dicembre 2023  | Cliff Dimension      | 3°       |
| 42ª      | 25 dicembre 2024  | Cliff Dimension      | 3°       |

### Yusuke Morimoto
Yusuke Morimoto è nato il 21 dicembre 1991 a Tosa ed è un ingegnere.
| Edizione | Data              | Ostacolo             | Scenario |
| -------- | ----------------- | -------------------- | -------- |
| 18ª      | 21 marzo 2007     | Jumping Spider       | 1°       |
| 19ª      | 19 settembre 2007 | Half Pipe Attack     | 1°       |
| 21ª      | 17 settembre 2008 | Jumping Spider       | 1°       |
| 22ª      | 30 marzo 2009     | Warped Wall          | 1°       |
| 27ª      | 3 ottobre 2011    | Metal Spin           | 2°       |
| 29ª      | 27 giugno 2013    | Pipe Slider          | 3°       |
| 30ª      | 3 luglio 2014     | Wall Lifting         | 2°       |
| 31ª      | 1º luglio 2015    | Vittoria             | 4°       |
| 33ª      | 26 marzo 2017     | Flying Bar           | 3°       |
| 34ª      | 8 ottobre 2017    | Vertical Limit       | 3°       |
| 35ª      | 26 marzo 2018     | Final Rope           | 4°       |
| 36ª      | 31 dicembre 2018  | Final Rope           | 4°       |
| 37ª      | 31 dicembre 2019  | Warped Wall          | 1°       |
| 38ª      | 29 dicembre 2020  | Vittoria             | 4°       |
| 39ª      | 28 dicembre 2021  | Double Warped Wall   | 1°       |
| 40ª      | 27 dicembre 2022  | Final Rope           | 4°       |
| 41ª      | 27 dicembre 2023  | Vertical Limit BURST | 3°       |
| 42ª      | 25 dicembre 2024  | Vertical Limit BURST | 3°       |